# 亚历山德罗夫斯基湾
亚历山德罗夫斯基湾（俄语：Александровский Залив）是鞑靼海峡的海湾，属萨哈林州萨哈林岛亚历山德罗夫斯克区，在容基耶尔角和坦基角间，南北长38公里。萨哈林岛亚历山德罗夫斯克位于岸边，大亚历山德罗夫卡河注入该湾。1787年，拉彼鲁兹伯爵让-弗朗索瓦·德·加洛指挥的探险舰队发现了该海湾，并将其以克莱门特·德·拉·容基耶尔命名为容基耶尔湾。根纳季·伊万诺维奇·涅韦尔斯科伊在19世纪50年代指挥的阿穆尔河口探险中对这个海湾作了详细的描述和绘制；1852年，尼古拉·康斯坦丁诺维奇·博什尼亚克将它以亚历山大二世的名字命名为亚历山德罗夫斯基湾。